# Constance McLaughlin Green
Pour les articles homonymes, voir McLaughlin et Green.
Constance McLaughlin Winsor Green (née le 21 août 1897 à Ann Arbor, dans le Michigan – morte le 5 décembre 1975 à Annapolis, dans le Maryland) est une historienne américaine.
Elle remporte le prix Pulitzer d'histoire en 1963, pour son ouvrage Washington, Village and Capital, 1800-1878, publié l'année précédente.

## Biographie
Constance McLaughlin Green naît à Ann Arbor dans le Michigan, le 21 août 1897. Son père est l'historien Andrew C. McLaughlin, lui aussi lauréat du prix Pulitzer, en 1936, pour son ouvrage The Constitutional History of the United States. Elle passe son baccalauréat universitaire au Smith College en 1919, et son master d'histoire au Mount Holyoke College, en 1925. Constance McLaughlin Green enseigne par la suite à temps partiel dans cet établissement, de 1925 à 1932. Elle passe son doctorat en 1937 à l'université Yale, et enseigne l'histoire à partir de 1938 au Smith College. Elle prend la tête, en 1939, du Council of Industrial Relations du Smith College. Elle quitte cet établissement, et devient historienne à la Springfield Armory pendant la Seconde Guerre mondiale. En 1946, elle devient historienne consultante de la Croix-Rouge américaine. En 1948, elle occupe le poste d'historienne au département de l'approvisionnement militaire (Army Ordnance Department) et historienne spécialiste de la recherche et du développement au Bureau du Secrétaire de la Défense (Office of the Secretary of Defense (en)). En 1954, grâce à un financement d'une durée de six ans fourni par  la Fondation Rockefeller, Constance McLaughlin Green devient directrice du  Washington History Project, sous la tutelle de l'American University.
Elle se marie avec Donald Ross Green, avec qui elle a trois enfants.
Green a écrit un certain nombre de livres sur l'urbanisation des États-Unis, sur Washington plus spécifiquement, et sur l'histoire industrielle et technologique.
En 1963, elle remporte le prix Pulitzer d'histoire pour son ouvrage Washington, Village and Capital, 1800–1878. Elle a également remporté le prix Eggleston pour Hoyoke, Massachusetts: A Case History of the Industrial Revolution in America.
Elle meurt à Annapolis, dans le Maryland, le 5 décembre 1975.

## Distinctions
- 1963 : docteure honoris causa de Smith College[5]
- Docteure honoris causa de l'Université Pace.

## Publications
- Holyoke: A Case History of the Industrial Revolution in America (1939)
- History of Naugatuck, Connecticut (1948)
- The Ordnance Department: Planning Munitions for War (1955)
- Eli Whitney and the Birth of American Technology (1956)
- American Cities in the Growth of the Nation (1957)
- Washington, Village and Capital, 1800-1878 (1962)
- Washington, Capital City, 1879-1950 (1963)
- The Rise of Urban America (1965)
- The Secret City: A History of Race Relations in the Nation's Capital (1967)
- Vanguard - A History (insieme a Milton Lomask, 1970)
- The Church on Lafayette Square: A History of St. Johns Church, Washington D.C., 1815-1970 (1970)
- Washington: A History of the Capital, 1800-1950 (1976) (réédition incluant en un seul volume les ouvrages Washington, Village and Capital, 1800-1878 et Washington, Capital City, 1879-1950)